# Gobiodon oculolineatus
Gobiodon oculolineatus är en fiskart som beskrevs av Wu, 1979. Gobiodon oculolineatus ingår i släktet Gobiodon och familjen smörbultsfiskar. Inga underarter finns listade i Catalogue of Life.